# Gwendolyn Toth
Gwendolyn Toth is een Amerikaanse musicus.

## Leven en werk
Toth is zowel uitvoerend musicus als dirigent. Zij promoveerde aan de Yale-universiteit tot Doctor of Musical Arts. Zij bespeelt onder meer orgel, klavecimbel, klavichord en pianoforte. In Europa gaf zij orgelconcerten op historische orgels in Italië, Nederland, Oostenrijk en Zwitserland. In Nederland bespeelde ze een van de oudste kerkorgels van Nederland in de Mariakerk van Krewerd. Ook gaf ze concerten op het in 1651 gebouwde Faberorgel in de Jacobskerk van Zeerijp en op het Arp Schnitgerorgel uit 1696 in de Kerk van Noordbroek. Als dirigent leidt zij het ensemble voor oude muziek Artek, dat optreedt in zowel Amerika als in Europa en gespecialiseerd is in Italiaanse en Duitse muziek uit de 17e eeuw. Daarnaast is zij als docent werkzaam aan de Montclair State University in New Jersey en aan het Hunter College van de City University van New York.

## Discografie

### Gwendolyn Toth
- 2003 - Bach: Goldberg Variations
- 2003 - Organ Music of Heinrich Scheidemann
- 2008 - Omlandia Allegra - Meantone Organs in Holland (Krewerd (1531) & Zeerijp (1651)  (dubbel cd)
- 2012 - The Arp Schnitger Organ in Noordbroek

### Artek
- I don't want to love, madrigals of Claudio Monteverdi
- Orfeo, Claudio Monteverdi (dubbel cd)
- Love Letters from Italy
- Claudio Monteverdi: Vespers of 1610
- Claudio Monteverdi: Madrigals, Book V (1605)